# 特立尼达和多巴哥元
千里達及托巴哥元 （貨幣編號：TTD）是千里達及托巴哥的流通貨幣。輔幣單位為分，1元=100分。自1898年開始發行。

## 流通中的貨幣

### 硬幣
- 1 分
- 5 分
- 10 分
- 25 分
- 50 分
- 1 元

### 紙幣
- 1 元（紅色）
- 5 元（綠色）
- 10 元（灰色）
- 20 元（紫色）
- 50 元（橄欖色）
- 100 元（藍色）

## 外部連結
- 唐的世界硬币画廊：Trinidad and Tobago
- 罗恩·怀斯的世界纸币：Trinidad and Tobago 镜像网站
- 环球货币历史：Trinidad and Tobago
- 《环球金融资料》系列：Trinidad and Tobago Dollar
- 《环球金融资料》货币历史表格（ 微软试算表格式）